# Krais de la Unión Soviética
Los Krais de la Unión Soviética eran las diversas entidades federales en las cuales la Unión Soviética estaba dividida. El nombre de krais (en ruso: края, sing.: край) se puede traducir como "región" o "borde". Históricamente, los krais eran análogos a las «marcas» en español, aunque se traduzca más a menudo como «región», «territorio» o «provincia»., heredadas en su mayor parte del Imperio ruso. Excepto por un par de excepciones, todas ellas se ubicaban en la República Socialista Federativa Soviética de Rusia.
Los krais eran subdivisiones administrativas de la Unión Soviética, bastante similares a los óblasts, con la diferencia de que en su interior contenían a óblasts autónomos. Como organismo de gobierno contaban con organismos legislativos denominados Sóviets de Diputados del Pueblo y Comités Ejecutivos, que debían seguir siempre las directivas establecidas tanto por las leyes de la URSS como de la RSFSR. 

## Lista de krais

### RSFS de Rusia
A continuación se muestra una lista de los krais, ordenados alfabéticamente:
| Nombre              | Capital     | Superficie (miles de km²) | Población (miles de hab.) |
| ------------------- | ----------- | ------------------------- | ------------------------- |
| Krai de Altái       | Barnaúl     |                           |                           |
| Krai de Jabárovsk   | Jabárovsk   |                           |                           |
| Krai de Krasnodar   | Krasnodar   |                           |                           |
| Krai de Krasnoyarsk | Krasnoyarsk |                           |                           |
| Krai de Primorie    | Vladivostok |                           |                           |
| Krai de Stávropol   | Stávropol   |                           |                           |

A continuación otros krais que existieron en algún momento de la historia soviética:
| Nombre                                                | Capital                                               | Superficie (miles de km²)                             | Población (miles de hab.)                             |
| Krais desaparecidos antes de la disolución de la URSS | Krais desaparecidos antes de la disolución de la URSS | Krais desaparecidos antes de la disolución de la URSS | Krais desaparecidos antes de la disolución de la URSS |
| ----------------------------------------------------- | ----------------------------------------------------- | ----------------------------------------------------- | ----------------------------------------------------- |
| Krai de Azov-Mar Negro (1934-1937)                    | Rostov del Don                                        |                                                       |                                                       |
| Krai de Kírov (1934-1937)                             | Kírov                                                 |                                                       |                                                       |
| Krai de Múrmansk (1918-1920)                          | Arcángel                                              |                                                       |                                                       |
| Krai de Gorki (1929-1936)                             | Gorki                                                 |                                                       |                                                       |
| Krai de Sarátov (1934-1936)                           | Sarátov                                               |                                                       |                                                       |
| Krai de Siberia (1925-1930)                           | Novosibirsk                                           |                                                       |                                                       |
| Krai de Siberia Occidental (1930-1937)                | Novosibirsk                                           |                                                       |                                                       |
| Krai de Siberia Oriental (1930-1937)                  | Irkutsk                                               |                                                       |                                                       |
| Krai de Stalingrado (1934-1936)                       | Stalingrado                                           |                                                       |                                                       |
| Krai del Bajo Volga (1928-1934)                       | Stalingrado                                           |                                                       |                                                       |
| Krai del Volga Medio (1928-1934)                      | Samara                                                |                                                       |                                                       |
| Krai del Cáucaso Norte (1924-1937)                    | Vladikavkaz                                           |                                                       |                                                       |
| Krai del Lejano Oriente (1926-1938)                   | Jabárovsk                                             |                                                       |                                                       |
| Krai del Norte (1929-1936)                            | Arcángel                                              |                                                       |                                                       |